# Dick Lau
Dick Lau Siu-wai (chinesisch 劉少維; * 20. Dezember 1985 in Hongkong) ist ein Squashspieler aus Hongkong.

## Karriere
Dick Lau begann seine professionelle Karriere in der Saison 2004 und gewann bislang zwei Titel auf der PSA World Tour. Seine höchste Platzierung in der Weltrangliste erreichte er mit Position 74 im Mai 2012. Mit der Hongkonger Squashnationalmannschaft nahm er bereits 2005, 2007, 2009 und 2011 an Weltmeisterschaften teil. Bei den Asienspielen 2010 gewann er mit der Mannschaft die Bronzemedaille. Zwischen 2007 und 2010 wurde er viermal in Folge Hongkonger Landesmeister.

## Erfolge
- Gewonnene PSA-Titel: 2
- Asienspiele: 1 × Bronze (Mannschaft 2010)
- Hongkonger Meister: 4 Titel (2007–2010)